# A.V. Olsen
A.V. Olsen, Arnold Vilhelm Olsen, (født 30. august 1889, død 10. maj 1980) var en dansk manuskriptforfatter.
Olsen var  manuskriptforfatter hos Nordisk  Film fra 1912 til 1921, hvor han skrev mange manuskripter. Senere hos Palladium, hvor han bl.a. skrev manuskripter til en  række film om Fyrtårnet og Bivognen.

## Filmografi
- 1957, Lutter løjer
- 1952, Her er vi igen
- 1946, Op med lille Martha
- 1929, Højt paa en Kvist
- 1927, Vester-Vov-Vov
- 1926, Lykkehjulet
- 1926, Dødsbokseren
- 1926, Ulvejægerne
- 1925, Grønkøbings glade Gavtyve
- 1924, Byens Don Juan
- 1924, Professor Petersens Plejebørn
- 1923, Blandt Byens Børn
- 1923, Daarskab, Dyd og Driverter
- 1923, Vore Venners Vinter
- 1923, Bag Filmens Kulisser
- 1922, Hans gode Genius
- 1922, Han, hun og Hamlet
- 1921, Hans Ungdomsbrud
- 1921, Amatørdetektiven
- 1920, Manden, der sejrede
- 1920, Gudernes Yndling
- 1920, Blind Passager
- 1920, Den lille Don Juan
- 1919, Gøglerbandens Adoptivdatter
- 1919, Det lille Pus
- 1919, Stakkels Karin
- 1919, Han vil til Filmen
- 1919, Livsforsikringsagenten
- 1919, Skruebrækkeren
- 1919, En forfløjen Ægtemand
- 1919, Med og uden Kone
- 1918, Sfinxens Hemmelighed
- 1918, Blomsterpigens Hævn
- 1918, En Kunstners Kærlighed
- 1918, Tøffelheltens Fødselsdag
- 1918, Straalemesteren
- 1918, Den firbenede Barnepige
- 1917, Abemennesket
- 1917, Et livligt Pensionat
- 1916, For sin Dreng
- 1916, Proletardrengen
- 1916, Malkepigekomtessen
- 1915, En moderne Don Juan
- 1915, Den skønne Ubekendte
- 1915, Lykkeligt Indbrud
- 1915, Susanne paa Eventyr
- 1915, Den gale Digter
- 1915, Kærlighed pr. Flytteomnibus
- 1915, En virkelig Helt
- 1914, Snustobaksdaasen
- 1914, En Udskejelse
- 1914, Helvedesmaskinen
- 1914, Det svage Punkt
- 1914, Kvindehadernes Fald
- 1913, Hvor er Pelle?
- 1913, Broder mod Broder
- 1913, Kæmpedamens Bortførelse
- 1913, Amor paa Spil
- 1913, Den troløse Hustru
- 1910, Medbejlerens Hævn